# Макуауїтл
Макуауїтл, (macuahuitl) — зброя індіанців Мезоамерики, дерев'яна палиця з вставленими обсидіановими лезами. Назва походить від мови науатль і означає «дерев'яна рука». Обсидіан може мати край, гостріший, ніж високоякісні сталеві леза для бритви. Макуахутл був стандартною зброєю ближнього бою.

## Історія
Макуауїтл використовували з першого тисячоліття н. е. На час іспанського завоювання макуауїтл був широко відомий в Мезоамериці. Зброю використовували різні цивілізації, включаючи ацтеків (Мексика), мая, міштеків, тольтеків та пурепеча. На різьбленні мая в Чичен-Іці показано, як воїн тримає макуахутль, зображений у вигляді палиці, що має окремі леза, що стирчать з кожного боку. На фресці воїн тримає палицю з безліччю клинків з одного боку та одним загостреним з іншого, також можливий варіант макуахутла.
Один примірник цієї зброї пережив Завоювання Мексики; він був частиною Королівської збройної палати Мадрида, поки не був знищений пожежею в 1884 році. Зображення зброї зберігаються в різноманітних каталогах. Найдавніша копія — це макуахутль, створений медієвістом Ахілле Хубіналем у 19 столітті.

## Опис

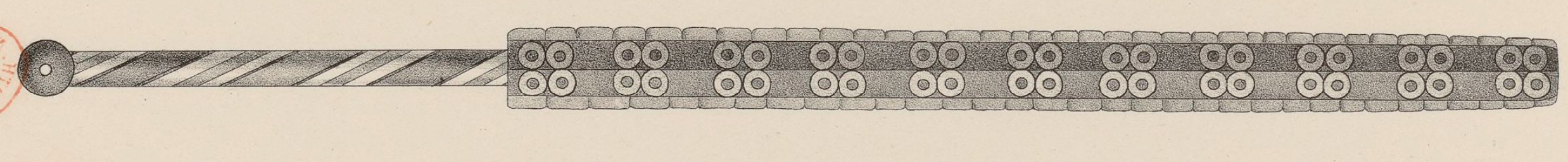
Малюнок з Каталогу Королівської збройної палати Мадрида медієвіста Ахілле Хубінала в 19 столітті. Оригінальний зразок був знищений пожежею в 1884 році.

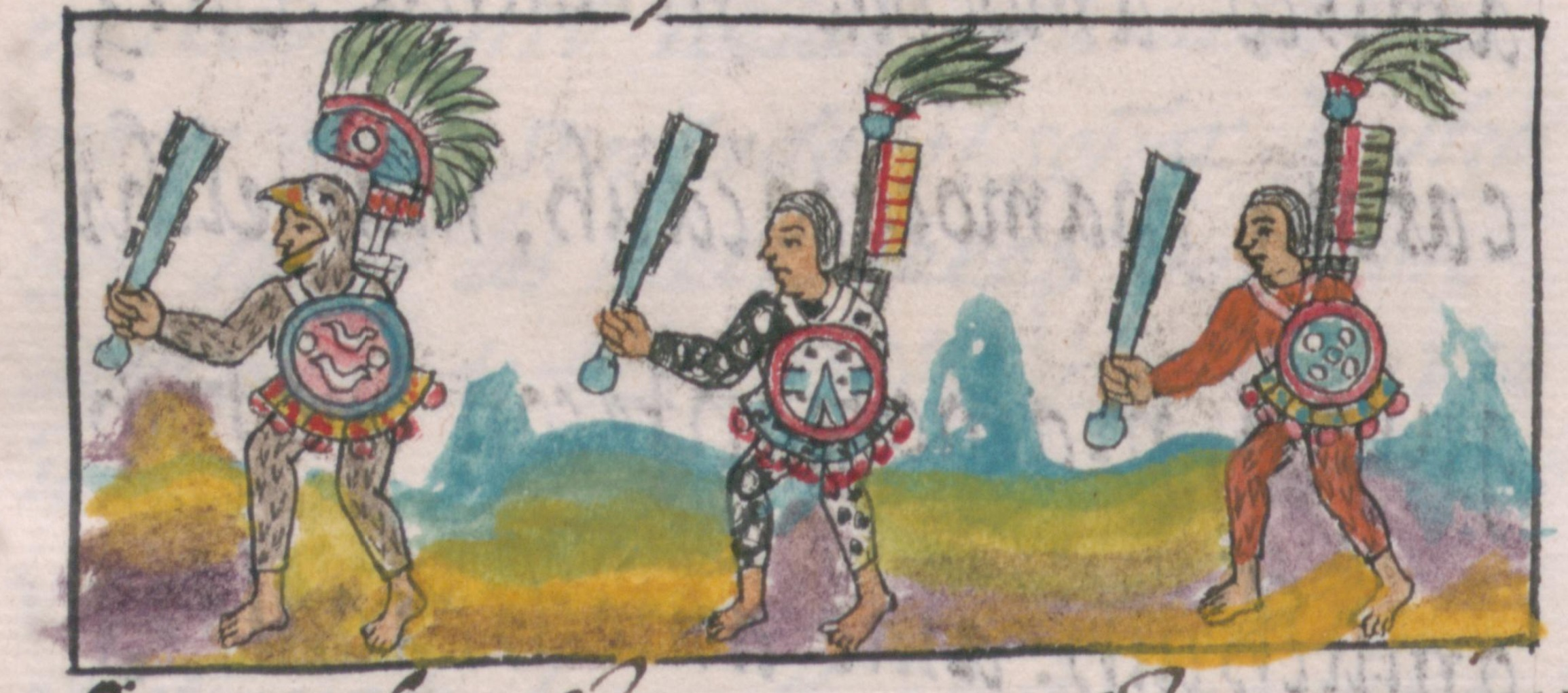
Ацтекські воїни у Флорентійському кодексі 16 століття (вип. IX). Кожен воїн махає макуахутлом.

За словами конкістадора Берналь Діас дель Кастільйо, довжина макуауїтля становила 0,91-1,22 м, та 75 завширшки, з жолобком по кожному краю, в який вставляли шматочки кременю або обсидіану з гострими краями і міцно закріплювали клеєм. На основі своїх досліджень історик Джон Пол вказує, що довжина була трохи більше метра, хоча інші моделі були більшими, призначені для використання обома руками.
Згідно з дослідженнями історика Марко Червера Обрегона, гострі шматки обсидіану довжиною близько 3 см кожен кріпили до деревини природним клеєм, бітумом.
Іспанці відзначали, що макуауїтл був настільки добре зроблений, що леза не можна було ні витягнути, ні зламати. Макуауїтл виготовлявся як одноручним, так і дворучним, а також у прямокутній, яйцеподібній або загостреної форми. Дворучний макуауїтл був таким «високим, як людина».
З огляду на важливість людських жертвоприношень у культурах науа, воїни брали багато полонених. Для цих цілей макуахутл був корисним інструментом для захоплення в'язнів: леза не роблять глибоких ран від одного удару, а важка дерев'яна конструкція дозволяє оглушити противника плоскою стороною зброї. Мистецтву виводити з ладу опонентів, використовуючи макуахутл без лез, з юних років навчали у військових школах ацтеків.

## Зразки
За словами Росса Хасіга, останній справжній макуауїтл був знищений у 1884 році внаслідок пожежі в Королівській Збройовій палаті в Мадриді, де він знаходився поруч з останніми тепозтопіллі. За словами Марко Червери Обрегона, на складі Національного музею антропології, ймовірно є принаймні один макуауїтл.
Жодних екземплярів макуауїтля не залишилось, і теперішні знання про них походять із спогадів сучасників та ілюстрацій, що відносяться до 16 століття та раніше.

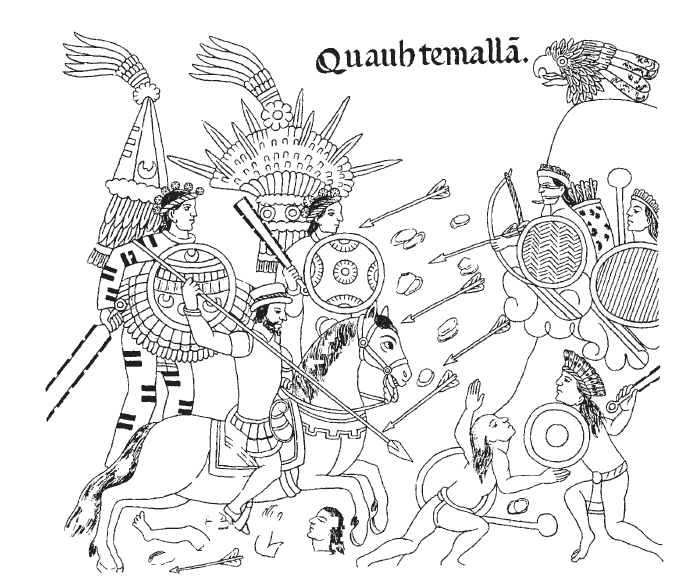
Історія Тлакскали зображення битви під час іспанського завоювання Гватемали. Індіанці на боці іспанців (ліворуч), а також Мая (праворуч) володіють макуахутлами.

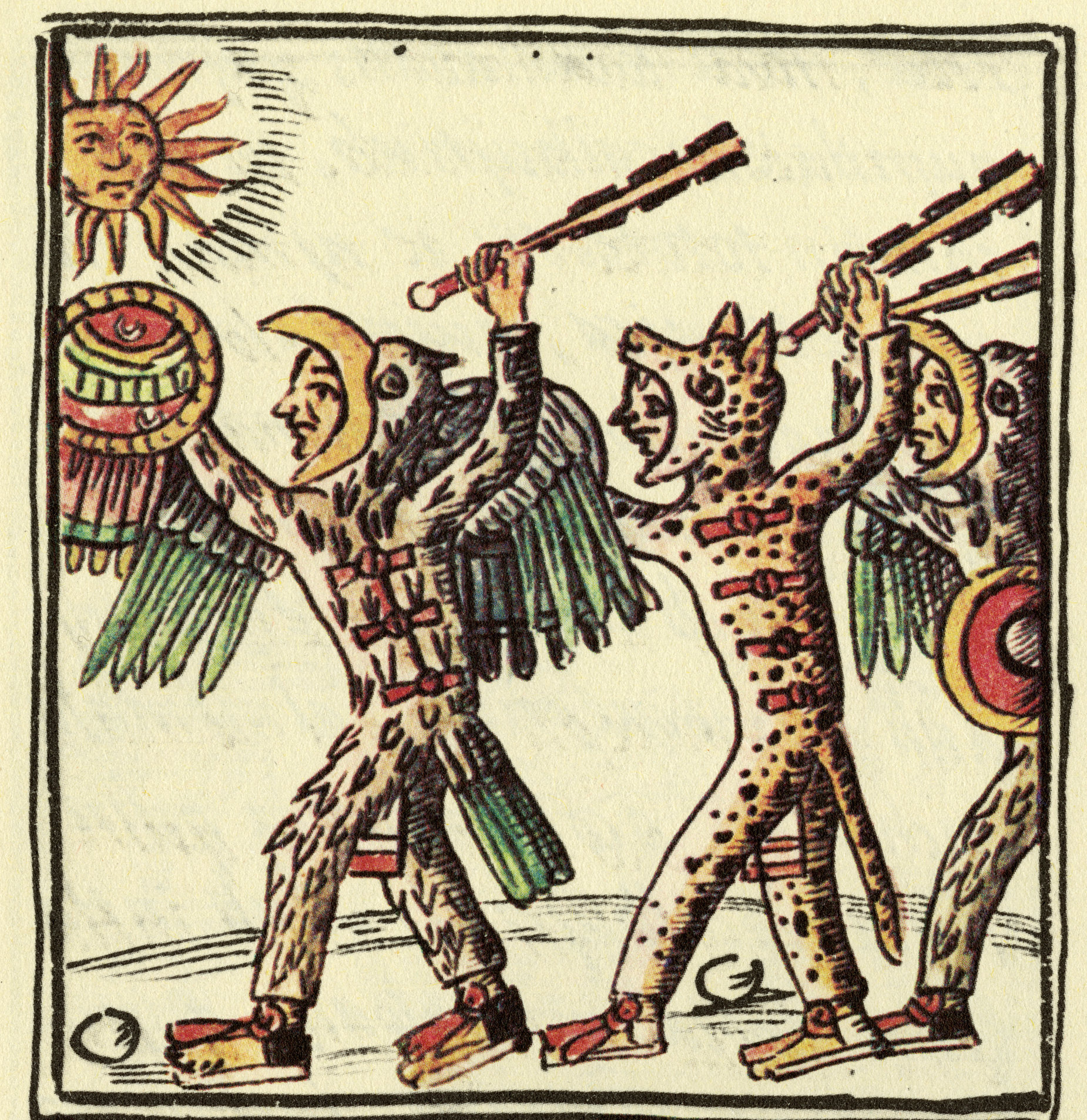
На цьому малюнку з Флорентійського кодексу 16 століття зображено ацтекських воїнів, що розмахують макуахутлами

## Експериментальна археологія
Репліки зброї були виготовлені та протестовані в документальних шоу на каналах History і Discovery, щоб продемонструвати ефективність цієї зброї. На шоу каналу History Воїни Террі Шапперт поранився під час фехтування макуауїтлем; він порізав задню частину лівої ноги внаслідок руху махом назад.

## В сучасній культурі
- У відеогрі Shadow of the Tomb Raider макуауїтли використовують воїни секти Кукулькана.